# Inside (album d'Eloy)
Pour les articles homonymes, voir Inside.
Albums de Eloy
Eloy
(1971) Floating
(1974)
Inside est le deuxième album du groupe de rock progressif allemand, Eloy. Il est sorti en 1973 sur le label allemand  
EMI/Electrola et a été produit par le groupe.

## Historique
Inside a été enregistré à Hambourg en 1973 pour le nouveau label du groupe, EMI/Electrola, filiale allemande de EMI, et sera publié par Harvest Records.
À partir de cet album, Frank Bornemann se chargera du chant, l'ancien chanteur Erich Schriever ne faisant plus partie du groupe. Le batteur du premier album, Helmut Draht, victime d'un grave accident de la route sera lui remplacé par Fritz Randow. Manfred Wieczorke, le deuxième guitariste, passera lui aux claviers.
Cet album marque aussi un changement dans les compositions et le son du groupe, alors que Eloy, l'album précédent donnait plutôt dans le hard rock, celui-ci est composé de titres plus longs et recherchés.
Cet album sera précédé d'un single contenant deux titres ne figurant pas sur celui-ci, Daybreak/On the Road, mais que l'on pourra retrouver sur la réédition remasterisée de 2000.

## Liste des titres
- Tous les titres sont signés par le groupe.

### Face 1
1. Land of No Body - 17:14

### Face 2
1. Inside - 6:35
2. Future City - 5:35
3. Up and Down - 8:23

### Bonus réédition 2000
1. Daybreak - 3:39
2. On the Road - 2:30

## Musiciens
- Frank Bornemann : chant, guitares, percussions.
- Manfred Wieczorke : claviers, guitare, percussions, chœurs.
- Fritz Randow : batterie, percussions, guitare acoustique, flute.
- Wolfgang Stöcker : basse.